# 토착왜구
토착왜구(土着倭寇) 또는 줄여서 토왜(土倭)는 자생적인 친일파를 의미한다. 이와 유사한 용어로는 매국노(賣國奴), 민족반역자(民族反逆者)가 있다.
일제강점기 이태현이 쓴 정암사고라는 산문집에서 '토왜(土倭)’라는 말이 친일 부역자란 뜻으로 사용됐다. 사학자 전우용의 주장에 따르면 이태현은 이 말의 창안자가 아니고, 많은 사람들이 공감해서 많이 쓰다 보니 지식인의 문집에도 등재되었다고 한다.

## 어원
단어가 최초로 문증되는 것은 1908년 대한매일신보의 기사이다.

1. 뜬구름같은 영화를 얻고자 일본과 이런저런 조약을 체결하고 그 틈에서 몰래 사익을 얻는 자. 일본의 앞잡이 노릇하는 고위 관료층.
2. 암암리에 흉계를 숨기고 터무니없는 말로 일본을 위해 선동하는 자. 일본의 침략 행위와 내정 간섭을 지지한 정치인, 언론인.
3. 일본군에 의지하여 각 지방에 출몰하며 남의 재산을 빼앗고 부녀자를 겁탈하는 자. 친일단체 일진회 회원들.
4. 저들의 왜구 짓에 대해 원망하는 기색을 드러내면 온갖 거짓말을 날조하여 사람들의 마음에 독을 퍼뜨리는 자. 토왜들을 지지하고 애국자들을 모함하는 가짜 소식을 퍼뜨리는 시정잡배.

## 같이 보기
- 대한민국의 뉴라이트
- 한국의 반일감정
- 증오언설